# Abel Romeo Castillo
Abel Romeo Castillo Castillo (Guayaquil, 22 de enero de 1904 - Ibídem, 11 de noviembre de 1996) fue un historiador y escritor ecuatoriano. Tras estudios iniciales en su ciudad natal y un breve paso por Estados Unidos, se inclinó por las humanidades, estudiando historia en Madrid, donde se doctoró y se integró en la bohemia literaria, conociendo a figuras como Lorca. Su obra histórica se centró en Guayaquil y sus personajes clave, mientras que en el ámbito literario destacó por sus romances históricos inspirados en la tradición española y dedicados a evocar su tierra natal, siendo "Nuevo descubrimiento de Guayaquil" su obra primigenia en este género. De regreso a Ecuador, ocupó cargos importantes en la prensa, la educación y la cultura, incluyendo la fundación de la Casa de la Cultura Ecuatoriana y la dirección de la Biblioteca Municipal de Guayaquil, además de ser miembro de varias academias.

## Biografía

### Primeros años y estudios históricos

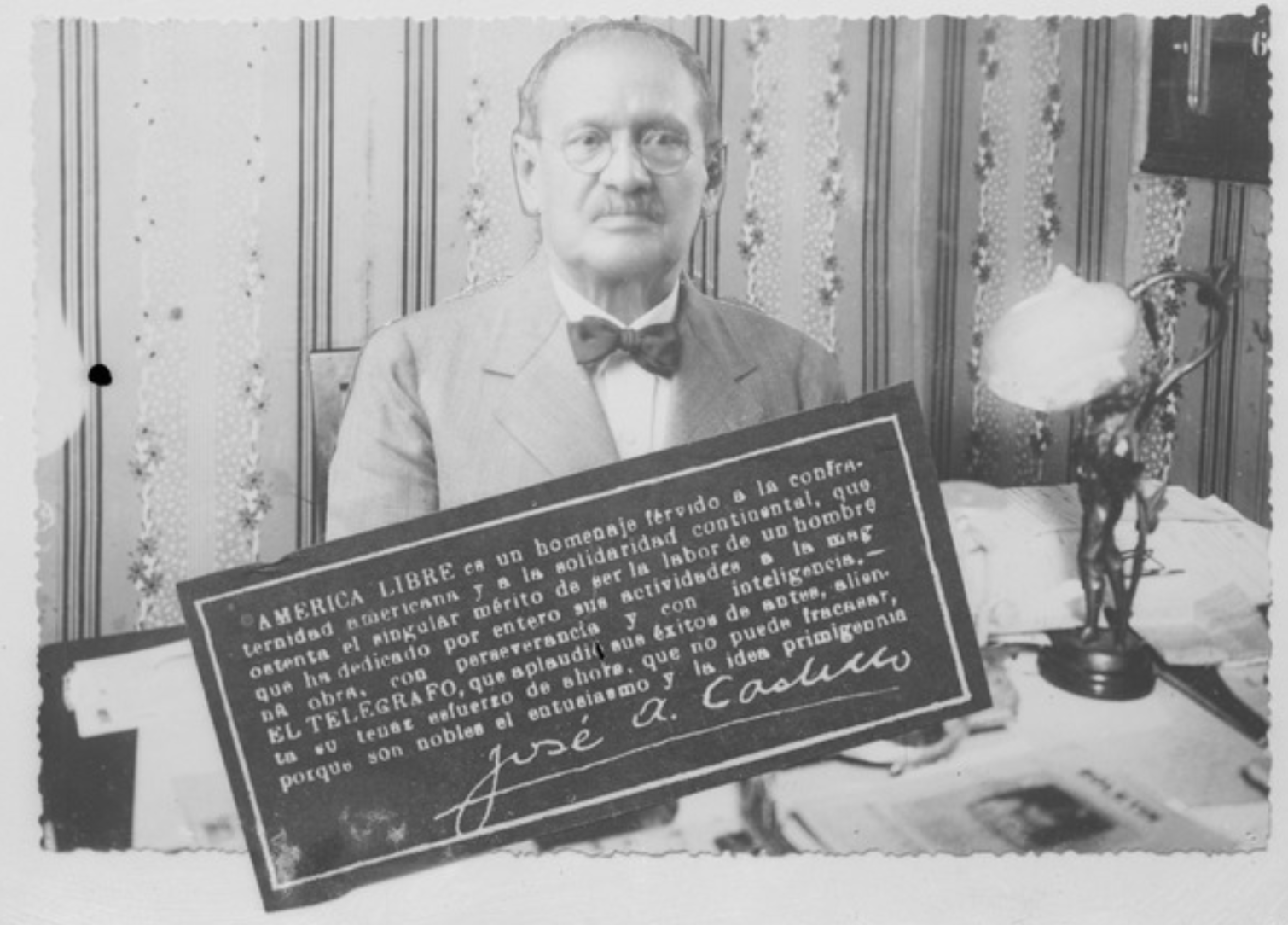
Su padre José Abel Castillo

Fue hijo de José Abel Castillo Albornoz, expropietario de Diario El Telégrafo y de Betsabé Castillo Martiz, su prima hermana. Fueron sus hermanos: María Piedad Castillo de Levi, José Santiago Castillo, Manuel Eduardo Castillo, Carmen Castillo, Celeste Graciela Castillo. Realizó sus estudios en los colegios San Luis Gonzaga y Cristóbal Colón de la ciudad de Guayaquil, antes de graduarse como bachiller en el colegio Vicente Rocafuerte. Además empezaría a hacer sus primeras composiciones poéticas y crónicas en la página literaria de El Telégrafo, dirigida por su hermana, bajo diversos seudónimos. 
Su espíritu aventurero y sed de conocimiento lo llevaron a emprender un viaje a Estados Unidos en 1922 para estudiar inglés y medicina. Sin embargo, su paso por instituciones como la Rutgers Preparatory School y la Culvert Military School fue breve. En esta última, llegó a ser campeón de boxeo en su categoría, pero la vida militar no se adaptaba a su temperamento. En 1924, visitó a su padre exiliado en Italia, aprovechando para conocer otras ciudades europeas. Esta experiencia marcó un punto de inflexión en su vida, inclinándolo hacia intereses más humanísticos y literarios. Llegaría a Madrid para estudiar leyes, no obstante, terminó dedicandose a la historia, lo que le motivaría a sumergirse en los archivos de la Academia de Historia, así como en los valiosos fondos documentales de Indias y Simancas durante los veranos. En este período, también se integró a la bohemia literaria madrileña, frecuentando cafés donde conoció a figuras como Emilio Carrere y los hermanos Antonio y Manuel Machado. Culminó sus estudios universitarios en la Facultad de Filosofía y Letras de la Universidad Central de Madrid, titulándose como Doctor en Ciencias Históricas el 6 de noviembre de 1931.

### La historia
Abel Romeo Castillo fue un historiador ecuatoriano con un enfoque significativo en la historia de Guayaquil y figuras clave de la región. Su obra abarca desde un análisis profundo de los gobernadores de Guayaquil en el siglo XVIII, hasta estudios sobre importantes próceres de la independencia como Olmedo, Bejarano y Antepara. También dedicó trabajos a personajes ilustres como César A. Naveda, Pedro Franco Dávila, Fray Gaspar de Villaroel y a la influencia de Humboldt en Ecuador. Además, investigó la temprana imprenta en el Guayaquil independiente y exploró la presencia de ecuatorianos destacados en Costa Rica.

### El romancero
Su inmersión en el mundo intelectual español no se limitó a la investigación y la literatura. Se asoció al Ateneo con César Naveda Avalos, un joven líder estudiantil iberoamericano, con quien viajó dictando conferencias sobre Ecuador. En Granada, conoció a Federico García Lorca, y juntos exploraron la región hasta llegar al norte de África. Estos años en España fueron cruciales para su formación, viviéndolos en un ambiente culturalmente rico, aunque marcado por las dictaduras de Primo de Rivera y Berenguer, y donde resonaban las ideas de Unamuno y Ortega y Gasset, así como el teatro de Benavente y las greguerías de Gómez de la Serna. Fue en este contexto español donde el nacionalismo y la belleza de los romances castellanos cobraron especial relevancia, impulsados por figuras de la Generación del 27. Este movimiento influyó profundamente en Abel Romeo Castillo, quien tomó del poeta Fernando Villalón la idea de los romances históricos para evocar los fastos de su lejana Guayaquil. Así, en su obra primigenia, "Nuevo descubrimiento de Guayaquil", incluyó romances del siglo XIX y XX, marcando su incursión en este género poético con una perspectiva arraigada en su tierra natal. Su amigo José de la Cuadra celebró este retorno literario, reconociendo en Castillo una voz que capturaba el espíritu de Guayaquil desde su interior.

### Regreso a Ecuador

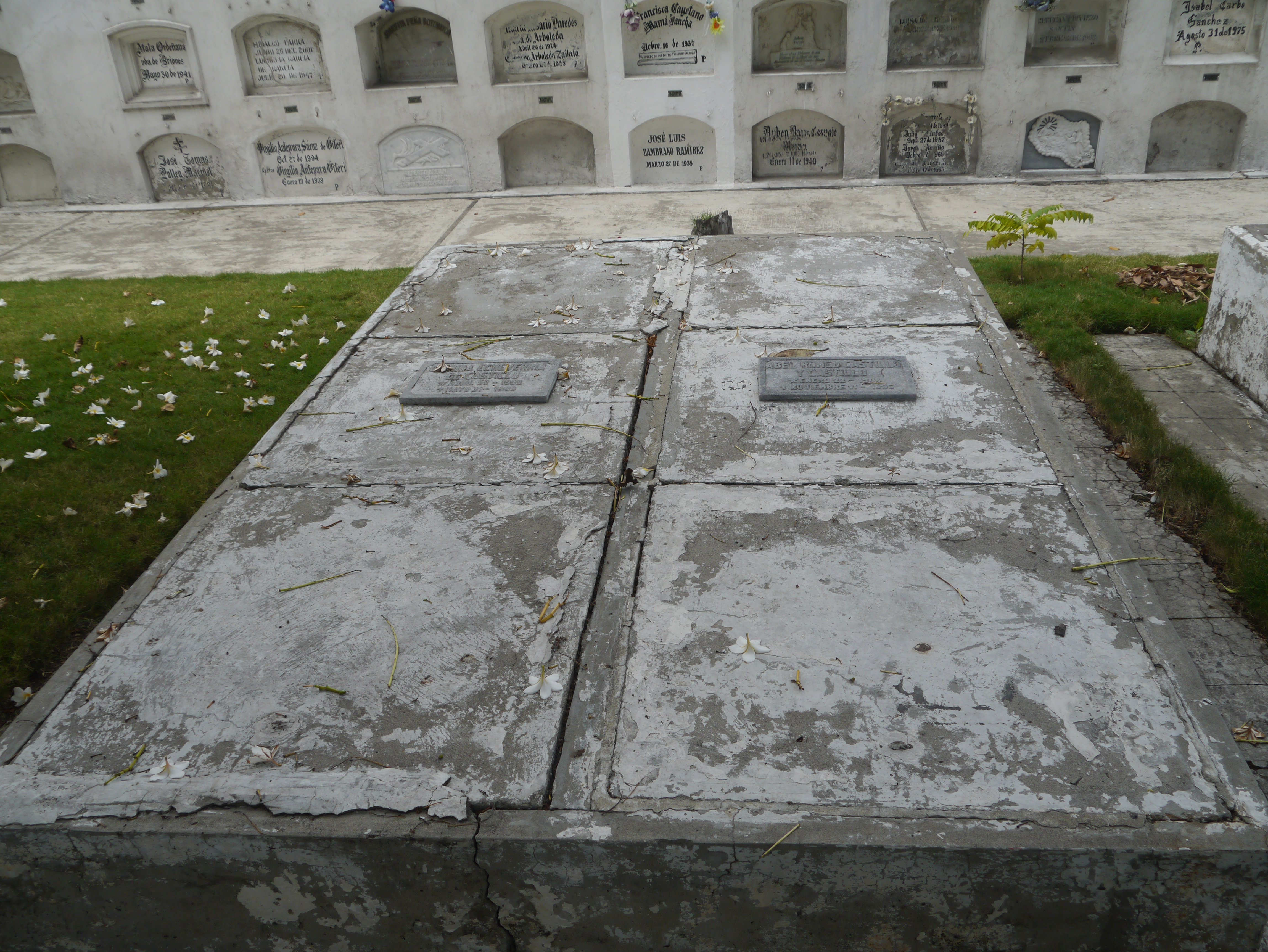
Tumba de Abel Romeo Castillo y su esposa, Betsabé Castillo.

Regresó a Guayaquil en 1933 para ocuparse de la subdirección de Diario El Telégrafo. Fue nombrado profesor del colegio Vicente Rocafuerte en 1934. Viajó luego a Chile, donde escribió el poema Romance de mi destino, que posteriormente fue musicalizado y se convirtió en una canción popular. En 1945 fue designado como Miembro Fundador y Presidente de la Casa de la Cultura Ecuatoriana. Se casó en 1946 con Giannina Echeverría Espinoza. En 1947 fundó la Escuela de Periodismo de la cual fue su primer director. Fue tío de Graciela Levi Castillo.  
En 1970 fue vicedirector de la Junta Cívica de Guayaquil y del Archivo Histórico del Guayas. En 1974 fue director de la Biblioteca Municipal de Guayaquil hasta 1976. Perteneció a la Academia Ecuatoriana de la Lengua y a la Academia Nacional de Historia de Ecuador, así como de otras de ciudades extranjeras. Falleció en 1996 en su departamento de la plaza del Centenario, el 11 de noviembre de 1996, siendo enterrado en el Cementerio General de Guayaquil al día siguiente.

## Obras

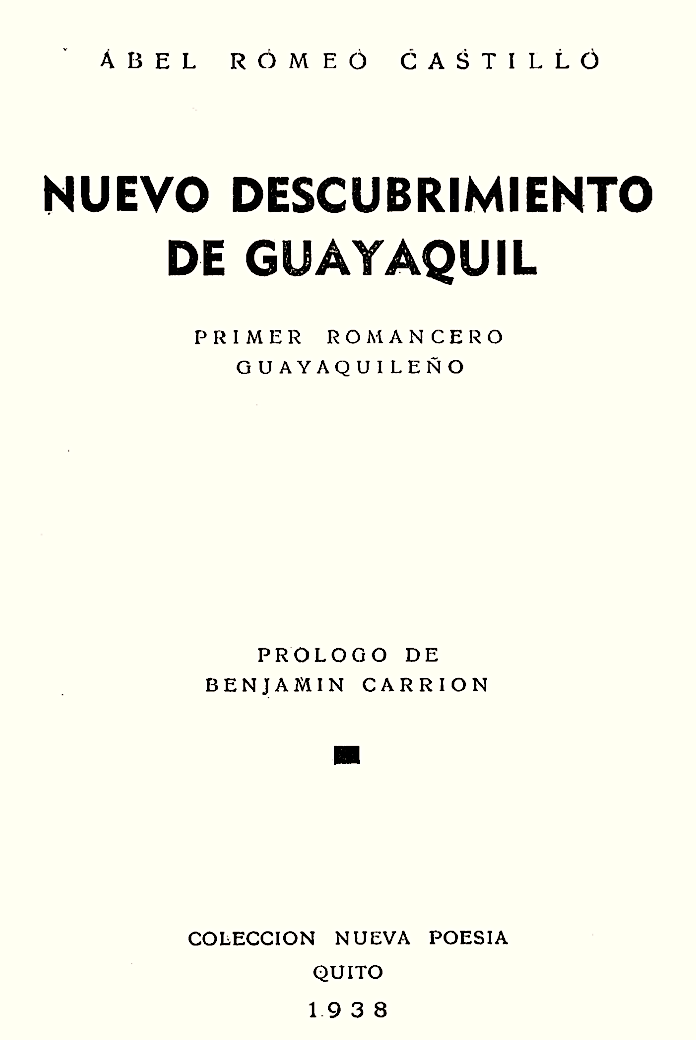
Nuevo descubrimiento de Guayaquil por Abel Romeo Castillo

### Literatura
- Nuevo descubrimiento de Guayaquil, primer romancero guayaquileño (1938). Incluye los poemas: Romance de mi destino y Romance criollo de la niña guayaquileña

- Las ediciones del Canto a Junín (Publicado en Caracas, 4 páginas).
- Canto de amor al río Guayas (Poemario publicado en 1959).
- Ediciones del Canto a Bolívar, publicadas en vida de Olmedo (Publicado en 1962, 13 páginas).
- Los amigos ecuatorianos de Rubén Darío (Publicado en 1967, 15 páginas).
- Poemario de la entrevista (1822) Neruda, Genta y Castillo (Publicado en 1972).
- Cuadernos de Poemas Olvidados (Publicado en 1976, 103 páginas).
- Medardo Ángel Silva con el subtítulo de “Vida, poesía y muerte” (Publicado en 1983, 246 páginas).
- Edición de las obras completas de Medardo Ángel Silva (introducciones y notas en cinco tomos).

### Historia
- Los Gobernadores de Guayaquil del siglo XVIII (Tesis de doctorado, publicada en 1931 en Madrid).
- Olmedo el Político (Discurso en la Asamblea Constituyente, editado en 28 páginas).
- Un luchador caído: César A. Naveda (Editado en 32 páginas).
- Ni enigma histórico, ni celo póstumo (Publicado en 1950, 8 páginas).
- Don Pedro Franco Dávila, el sabio guayaquileño olvidado (Publicado en 1952, 35 páginas).
- La Imprenta de Guayaquil independiente (1821-22) (Publicado en 1956, 87 páginas).
- Ecuatorianos ilustres en Costa Rica (Publicado en 1958, 36 páginas).
- Fray Gaspar de Villaroel, Arzobispo de Charcas (Publicado en 1962).
- Dos guayaquileños precursores de la independencia americana; Jacinto de Bejarano y José de Antepara (publicado tardíamente en 1963, 17 páginas).
- Humboldt y el Ecuador (Publicado en 1969, 22 páginas).
- Homenaje filial a don José Abel Castillo (Publicado en 1976, 18 páginas).